# Vincent Patar
Vincent Patar (Bulles, província de Luxemburg, 2 de setembre de 1965) és un autor i director de cinema belga de cinema d'animació conegut per Pànic a la granja i Ernest i Célestine.
De jove, era un apassionat dels còmics, va devorar vells setmanaris i es va enamorar d'un abacedari dibuixat per Charles Degotte a la collection du Carrousel. Va aprendre a llegir amb Petzi de la parella Vilhelm i Carla Hansen. Il est marqué par les aventures de Fou marcat per les aventures de Gil Pupil·la, Jan i Trencapins, Lucky Luke, La patrulla dels Castors, Els barrufets i Espirú i Fantàstic.

## «Patar i Aubier»
Stéphane Aubier i Vincent Patar es matricularen junts a l'École supérieure des arts Saint-Luc de Liège a començament dels anys 1980, en companyia de Jean-Philippe Stassen, però no a la mateixa classe, només es van conèixer durant un concurs de dibuixos. Ells simpatitzen, pensen en l'animació. Stéphane Aubier falla el primer any: falla en dibuix tot i que és considerat el millor de la classe excepte pel professor a qui no li agrada el seu estil. Això és perquè Aubier, i també Patar, no tenen el perfil estètic, experimental i d'avantguarda de la “casa”. Es neguen a adaptar-se al motlle. Per solidaritat, Vincent Patar es nega a presentar-se als exàmens d'aprovació. A l'inici del curs es troben amb Rémy Belvaux, que només s'hi quedarà un any però que sacsejarà brutalment l'establiment, sobretot en presentar el seu curtmetratge al festival de Brussel·les. El 1986, ambdós van ingressar a l'École Supérieure des Arts Visuels de la Cambre a Brussel·les, i es van traslladar junts al carrer Tenbosch a Ixelles. Van obtenir el seu diploma l'any 1991.
Les seves carreres han estat molt lligades des dels seus inicis i comparteixen un univers comú, desenvolupat al llarg de la seva col·laboració.
El 1988, van signar conjuntament un primer curtmetratge: Picpic André Shoow, amb els personatges Picpic, el Cochon Magik (creat per Stéphane Aubier), André, el Mauvais Cheval i Côboy (creat per Vincent Patar) però també "els seus amics" (Babyroussa -V.P., L'Ours et le Chasseur - S.A., Tony Manège – S.A. etc); Tres episodis segueixen aquest primer intent: The First, Le Deuxième i Quatre moins un.
L'episodi pilot de 1988, el Picpic André Show (que es pot considerar el número 0 de la sèrie), va ser només una recopilació de curtmetratges realitzats individualment per cadascun dels dos joves estudiants de La Cambre); A partir del segon episodi ("The First", doncs), Vincent Patar i Stéphane Aubier inicien un període on cada cop es fa més difícil determinar la participació adequada de cadascun dels autors i directors en l'obra publicada conjuntament.
L'any 2001, van tornar a assumir la tasca tornant a fer un dels seus primers curtmetratges, Panique au village (A Town Called Panic als Estats Units), sèrie de 20 episodis que inclou un cowboy, un indi i un cavall en allotjament compartit en un poble animat i del qual els habitants són tots tan específics com els protagonistes de les seves sèries anteriors (amb, entre d'altres, les veus de Benoît Poelvoorde, Bouli Lanners, Didier Odieu, Frédéric Jannin). La sèrie està produïda per La Parti production a Bèlgica.
El 2009, Vincent Patar i Stéphane Aubier es van adaptar al cinema Pànic a la granja, en un llargmetratge descrit de vegades com "animació punk", produït per La Parti production i coescrit amb els seus amics Vincent Tavier i Guillaume Malandrin. La pel·lícula va ser seleccionada com a "Oficial" (projecció de mitjanit) al 62è Festival Internacional de Cinema de Canes.
Amb motiu de l'estrena de la pel·lícula, es va estrenar una sèrie de còmics que reproduïen les aventures de Coboy i Indian, la publicació prèvia de la qual es va fer a Espirú en forma d’històries breus de les quals la col·lecció de l'àlbum és publicada per Dupuis, així com un llibre infantil, la història del qual està adaptada per Stéphane Malandrin, publicat per Hélium.
Després va dirigir amb Stéphane Aubier, el llargmetratge d'animació, Ernest i Célestine, còmic sortit el 2012, que va rebre el César a la millor pel·lícula d'animació.

## Obres

### Filmografia i premis

#### Al cinema
- 2009 : Pànic a la granja
- 2012 : Ernest i Célestine, codirigida amb Benjamin Renner, César a la millor pel·lícula d'animació en 2013[6]

#### Sèrie de televisió
- Panique au Village - 2001 - 20 episodis - Objectes animats.

#### Pel·lícules d'animació
- 1988 : Pic Pic André Shoow,[9] 13 minuts, amb Stéphane Aubier. Premi d'animació al Festival Animació de Brussel·les 1989. Selecció oficial al Festival Internacional de Cinema d'Animació d'Annecy.
- 1991 : Tout l'Amour, 2 minuts, 30 segons
- 1991 : Babyroussa, the Babiroussa, 5 minutes
- 1993 : Le Voleur de Cirque,[13] 13 minutes (amb Stéphane Aubier i Benoît Marcandella)
- 1995 : Pic Pic André Shoow - The first,[14] 7 minuts, 30 segons (amb Stéphane Aubier)
- 1997 : Pic Pic André Shoow - le deuxième,[15] 11 minuts 30 segons (amb Stéphane Aubier)
- 1999 : UFO's boven Geel,[16] 12 minutes (codirigit amb Stéphane Aubier i Vincent Tavier)
- 1999 : Pic Pic André Shoow - Quatre moins un,[17] 12 minutes (amb Stéphane Aubier)
- 2013 : La Bûche de Noël[18]
- 2020 : Chien Pourri à Paris[19]
- 2020 : Le Noël de Chien Pourri[20]
- 2021 : Les Grandes Vacances[21]

## Note
1. ↑  Una versió francesa del casset VHS dels quatre episodis de Picpic André Show es va posar a la venda l'any 2001 i des de l'any 2001 es va esgotar fins que el 2003 fou substituïda per un DVD.